# حمض الليفولينيك
حمض الليفولينيك (4-أوكسو حمض البنتانويك) هو مركب عضوي من أحماض الكيتو صيغته الكيميائية C5H8O3، والتي يمكن كتابتها على الصيغة المفصلة CH3C(O)CH2CH2CO2H، ويوجد على هيئة صلب أبيض سهل الانصهار.

## التحضير
حضر المركب أول مرة سنة 1840 من العالم جيراردوس يوهانس مولدر من تسخين الفركتوز مع حمض الهيدروكلوريك.
ويمكن التحضير أيضاً انطلاقاً من تفاعل الجلوكوز مع الأحماض مثل حمض الكبريتيك.

## الخواص
يوجد المركب في الشروط القياسية على هيئة صلب أبيض سهل الانصهار، وهو ينحل بشكل جيد جداً في الماء.

## الاستخدامات
يستخدم حمض الليفولينيك على هيئة مادة بادئة طليعية في الصناعات الدوائية واللدائن وغيرها من الصناعات.
في الشكل المجاور مثال على المركبات العضوية التي يمكن تحضيرها انطلاقاً من حمض الليفولينيك.